# Dirk Boutsgebouw

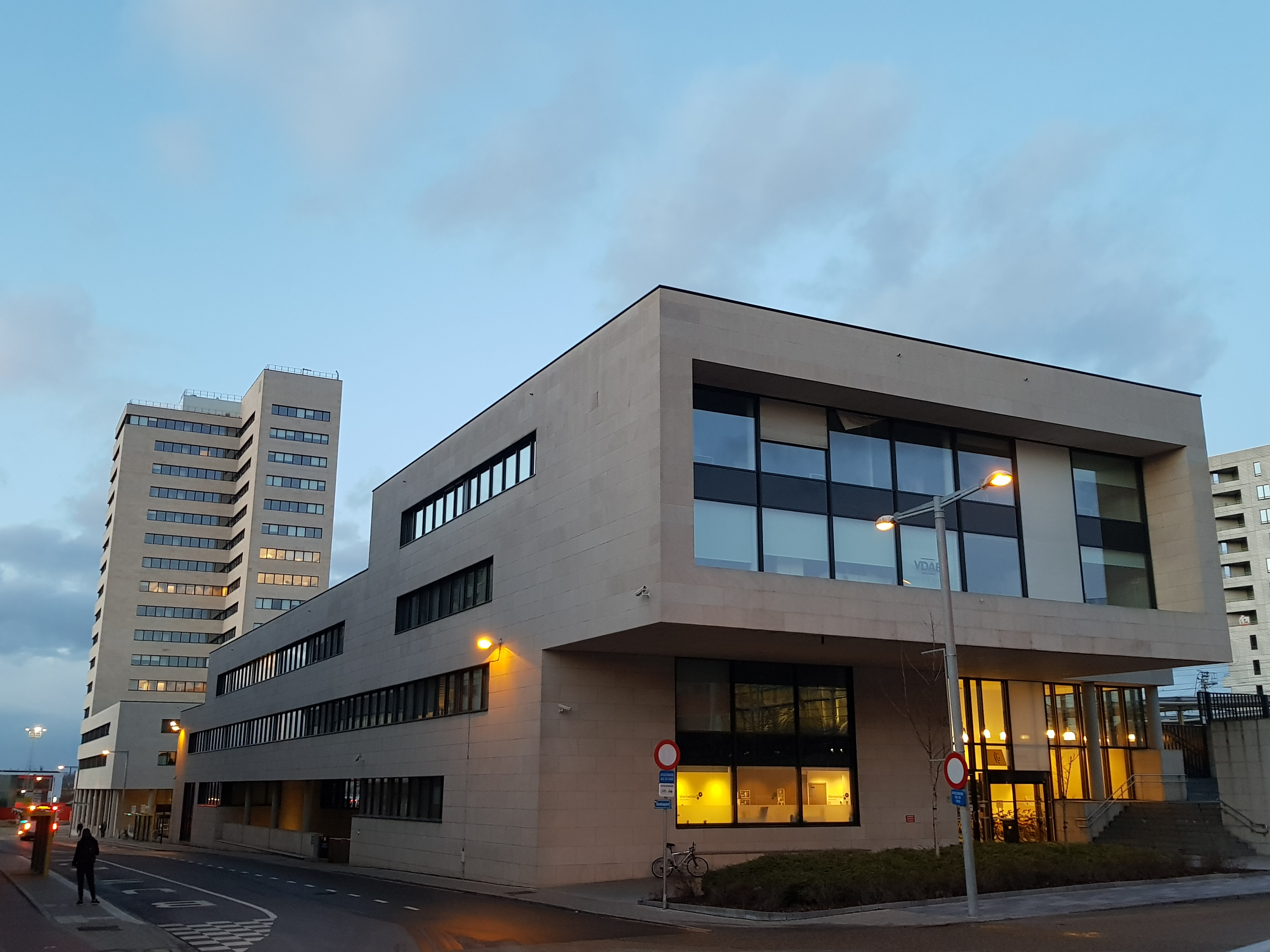
Dirk Boutsgebouw

Het Dirk Boutsgebouw is een kantoorgebouw in de Belgische stad Leuven. Het gebouw staat aan de Diestsepoort 6 op ongeveer honderd meter ten noorden van het Martelarenplein en direct naast het station Leuven aan de noordwestzijde. Het gebouw is het Vlaams administratief centrum (VAC) van de Vlaamse overheid in de provincie Vlaams-Brabant en heeft 749 werkplekken.
Het gebouw is vernoemd naar de kunstschilder Dirk Bouts die een tijd lang in Leuven actief was, conform de traditie administratieve zetels te vernoemen naar verdienstelijke artistieke Vlamingen uit die provincie.

## Geschiedenis
Eind 1999 besliste de Vlaamse Regering dat er in iedere provinciehoofdstad een Vlaams administratief centrum zou komen.
In november 2010 werd het gebouw voltooid. In 2011 kwamen hier 814 medewerkers van 26 verschillende overheidsdiensten te werken. Het gebouw is het derde Vlaams administratief centrum dat in gebruik genomen is, na Hasselt en Antwerpen.

## Gebouw
Het is een rechthoekig gebouw van 200 meter lang en 45 meter breed, met een smaller middendeel en heeft twee tot vier bouwlagen. Aan het noordelijke uiteinde heeft het een kantoortoren van 17 bouwlagen hoog vanaf de grond.